# Kleiner Perkins
Kleiner Perkins, früher Kleiner Perkins Caufield & Byers (KPCB), ist eine im Silicon Valley angesiedelte Venture-Capital-Gesellschaft. Das Wall Street Journal und andere Medien haben KPCB als einen der „größten und am besten etablierten“ Risikokapitalgeber betitelt. Dealbook beschreibt KPCB als eine von Silicon Valleys Top-Risikokapitalgebern.
Das Unternehmen hat sich in das Investment von Firmen in der Entwicklungszeit und dem Early Stage spezialisiert. Seit der Gründung 1972, hat Kleiner Perkins Caufield & Byers mehr als 900 Unternehmen, unter anderem AOL, Amazon.com, Citrix, Compaq, Electronic Arts, Genentech, Genomic Health, Google, Intuit, Juniper Networks, Nest Labs, Netscape, Sun, Symantec, Verisign, WebMD und Zynga unterstützt. KPCB setzte 2014 seine globalen Investitionsziele in drei große Bereiche: Digital, Greentech und Life Sciences.

## Das Unternehmen
KP wurde 1972 gegründet. Heute ist es der Weltmarktführer von Investitionen in Informationstechnologie, Energie, Umwelttechnik, Biowissenschaften und Pharmakologie. KPCB ist sehr wählerisch in den Firmen, in die es investiert. Diese sollen „Kategoriedefinierende Firmen“ und die Marktführer in ihrer Branche werden. Das Unternehmen hat sich traditionellerweise auf Early Stage Investitionen spezialisiert, tätigt aber auch Later State Investitionen. KPCB hat ein hohes Ansehen innerhalb der Industrie und wird als Unternehmen mit der höchsten Erfolgsbilanz bei Gründungen international ausgerichteter Firmen betrachtet. Aufgrund dessen wird eine Investition durch KP, als ein Zeichen von hohem Potential des Unternehmens gewertet.
Die Firma wurde anfänglich nach den Nachnamen ihrer zwei ersten Gründer Eugene Kleiner und Tom Perkins benannt. Nachdem Frank J. Caufield und Brook Byers als weitere Partner dazugestoßen waren, wurde die Firma in Kleiner Perkins Caulfield & Byers umbenannt. Andere nennenswerte spätere Mitglieder der Firma sind die Partner John Doerr seit 1980, Vinod Khosla (der 1986 eintrat, nachdem er Geschäftsführer (CEO) von Sun Microsystems gewesen war) als auch weitere bekannte Personen wie Raymond J. Lane als ehemaliger Präsident von Oracle und Tom Jermoluk als ehemaliger Aufsichtsratsvorsitzender der nicht erfolgreichen Firma Excite@Home im Jahr 2000 wie auch später Sun Microsystems-Mitbegründer Bill Joy (der im Januar 2005 als Partner einstieg), der ehemalige US-Außenminister Colin Powell (der im Juli 2005 einstieg) und der ehemalige US-Vizepräsident Al Gore, der als Partner im November 2007 im Zuge einer Partnerschaft zwischen seiner Firma Generation Investment und KPCB hinzutrat, um Umwelttechnik zu bewerben. Abgänge bei Partner gab es ebenfalls. So verließen KPCB James G. Treybig und Robert A. Swanson, um Unternehmen zu führen, welche zuvor durch KPCB mitfinanziert wurden. Von den Gründern der KPCB lebt seit 2019 nur noch Brook Byers.
Neben dem Hauptsitz in Kalifornien hat das Unternehmen weitere Sitze in Shanghai und Peking.
KPCB war als eine der fortgeschritteneren Risikokapital-Firmen bekannt, wenn es um das Einstellen von Frauen ging; mit 12 weiblichen von 49 Partnern insgesamt. Trotzdem verklagte eine Partnerin – Ellen Pao – die Firma im Mai 2012 wegen Geschlechterdiskriminierung. KPCB wies diese Vorwürfe energisch zurück, der Fall hält bis heute an.

## Geschichte
Das Wachsen von Venture-Capital-Gesellschaften wurde durch die Nachfrage nach unabhängigen Investitionsfirmen an der Sand Hill Road begünstigt. Kleiner, Perkins, Caufield & Byers erkannten dies sehr früh. Zu diesem Zeitpunkt kamen die meisten Gründer von Risikokapitalgesellschaften aus dem Finanzsektor. Die Gründer KPCB's unterschieden sich durch ihre verschiedenen technischen Hintergründe von diesem Bild. Kleiner war Mitgründer der Fairchild Semiconductor Corporation und Perkins war einer der Leiter von Hewlett-Packards frühen Computer Hardware-Abteilungen. Durch die Ansiedlung im Menlo Park, Kalifornien hatten sie Zugang zu der aufkeimenden Technologie-Industrie in diesem Gebiet. In den frühen 1970ern wurden viele Halbleiterfirmen im Santa Clara Valley gegründet, als auch frühe Computerfirmen, die jene Geräte und Dienstleistungen nutzten. Risikokapitalgesellschaften erlitten 1974 einen Rückgang, als der Aktienmarkt zusammenbrach und Investoren skeptisch gegenüber Investitionen in diese neue Art von Investmentfonds waren. Dennoch blieben Kleiner Perkins in dieser Zeit aktiv. Kleiner investierte in Tandem Computers, einem frühen Hersteller von Computersystemen, gegründet 1975 von Jimmy Treybig.

## Investitionen
Das Unternehmen hat in über 300 IT Firmen und Biotech Firmen in den letzten 35 Jahren investiert. Darunter Amazon.com, America Online, Brio Technology, Compaq, GenScript, Electronic Arts, Flextronics, Genentech, Google, Intuit, Lotus Development, LSI Logic, Macromedia, Netscape, Quantum, Segway, Sun Microsystems und Tandem. Aktuelle nennenswerte privat Investition sind EEstor, Vertica, Chegg, Lending Club, shopkick, Ocarina Networks, Plum District, Cooliris, Clean Power Finance und OptiMedica.
KPCB zahlte 1994 über 4 Millionen US-Dollar für einen Anteil von 25 % an Netscape und profitierte von Netscapes Börsengang (IPO) und verdiente anschließend 4 Milliarden US-Dollar durch die Übernahme von Netscape durch America Online. Eine Investition von 8 Millionen US-Dollar in Cerent brachte etwa 2 Milliarden US-Dollar ein, durch den Verkauf an Cisco Systems für 6,9 Milliarden US-Dollar im August 1999.
1999 kauften Kleiner Perkins und Sequoia Capital 20 % von Google für 25 Millionen US-Dollar – im November 2008 war Googles Marktkapitalisierung bei etwa 108 Milliarden US-Dollar. Als Initialinvestoren von Amazon.com erwirtschaftete KPCB eine Rendite von über 55.000 % im Dezember 1999 mit dem Aktienhoch des Versandhauses, auch wenn der Wert der Investition durch den anschließenden Kursfall vermindert wurde.
Im März 2008 kündigte KPCB den iFund an, eine 100 Millionen US-Dollar Risikokapitalinvestitions Initiative, welche Innovatoren von Applikationsentwicklung, Services und Komponenten für Apples iPhone und iPod touch Plattform unterstützen soll, unter anderem shopkick, Path, Booyah und Shazam. KPCBs andere mobile Initiativen beinhalten Investitionen in InMobi, einer mobilen Werbeplattform aus Bangalore. KPCB verdoppelte seine iFund Investition im April 2009 auf 200 Millionen US-Dollar.
Im April 2008 wurde berichtet, dass KPCB einen 400-Millionen-US-Dollar-Fonds, welcher sich in der Wachstumsphase befindet, für die Cleantech Branche aufbringt. Im Oktober 2010 startete KPCB sFund einen neuen 250 Millionen US-Dollar hohen Fonds, der Startups in sozialen Netzwerken unterstützen soll, mit Facebook, Zynga und Amazon.com als Co-Investoren.

### Think America
2008 gab KPCB ihren Plan bekannt mit Beginn am Ende des nächsten Jahres 50.000 elektrische Autos auf amerikanischen Straßen zu bringen. Das Unternehmen sollte Think North America genannt werden und im Menlo Park, Kalifornien gegründet werden.
Der Plan sollte Kleiner mit RockPort Capital Management, einer Risikokapitalgesellschaft mit Fokus auf Cleantech und Think Global – einem norwegischen Automobilhersteller – zusammen bringen.

### KPCB XIII Gründung und Green Growth Fund
Im Mai 2008 gab KPCB über ihre neueste Investition bekannt: KPCB XIII. KPCB XIII plant über 700 Millionen US-Dollar in einer groben Drei-Jahres-Periode Gelder an Unternehmer und Innovationen aus den Gebieten Umwelttechnik, Informationstechnologie und Biowissenschaften zu verteilen. Die Firma gab außerdem über ihre Eröffnung eines 500 Millionen US-Dollar Green Growth Fund bekannt.